# بخش بینبرید، اوهایو
بخش بینبرید (به انگلیسی: Bainbridge Township) یک منطقهٔ مسکونی در ایالات متحده آمریکا است که در شهرستان جی‌آگو، اوهایو واقع شده‌است.
 بخش بینبرید ۶۷٫۰ کیلومتر مربع مساحت و ۱۱٬۳۹۵ نفر جمعیت دارد و ۳۴۳ متر بالاتر از سطح دریا واقع شده‌است.